# Rogério Flausino
Rogério Oliveira de Oliveira, mais conhecido como Rogério Flausino (Alfenas, 25 de abril de 1972), é um cantor, compositor e músico brasileiro, conhecido por ser o vocalista e líder da banda Jota Quest.

## Carreira
Nasceu e cresceu em Alfenas, Minas Gerais, filho de Maria das Graças Oliveira de Oliveira e Wilson da Silveira Oliveira. Seu avô, Zé Flausino, gravou um disco na década de 1970, premiado num concurso da antiga Rádio Nacional do Rio de Janeiro. Foi do sobrenome do avô que surgiu o nome artístico Flausino.
Aos doze anos, montou sua primeira banda com o irmão Wilson Sideral e dois primos. Em 1987, tocava em festas e eventos na cidade, na banda Contato Imediato. Em 1989, começou a fazer um programa semanal, aos sábados, na rádio Atenas FM, juntamente com o locutor Celino Menezes, que comandava o programa Noite 94,1. Antes de ser músico, era analista de sistemas.
Em 1993, mudou-se para Nova Serrana. Através de um anúncio no jornal Estado de Minas, conheceu a banda Jonny Quest tocando em um bar. Após um teste, foi selecionado para ser vocalista do grupo, que, no final da década de 1990, passou a se chamar Jota Quest e é uma das bandas mais bem-sucedidas da história do Brasil.
Venceu o Prêmio Multishow de 2007 na categoria Melhor Cantor.
Em 2021, integrou o projeto infantil AsteriumLand, declarando que além de gostar da verve educativa, "estava faltando algo assim na minha vida" depois de esporádicos projetos voltados para famílias - o Jota Quest gravou "Pedrinho" para a trilha do Sítio do Picapau Amarelo, enquanto Flausino cantou as músicas-temas de dois filmes da Disney, O Planeta do Tesouro e Viva – A Vida é uma Festa, no segundo também feito a dublagem de personagem.

## Vida pessoal
É irmão dos cantores Wilson Sideral e Flávio Landau e primo de segundo grau do também músico Marcus Menna, ex-vocalista e líder da banda LS Jack.
É casado com Ludmila Alves Carvalho, que formou-se em Medicina pela UFMG em 2008. É pai de dois filhos, Nina e Miguel.

## Discografia

### Singles
Como artista convidado
| Canção                                                     | Ano  | Álbum                         |
| ---------------------------------------------------------- | ---- | ----------------------------- |
| "Maria" (Wilson Sideral part. Rogério Flausino)            | 2004 | Lançado ao Mar                |
| "O Campeão (Meu Time)" (Mister Jam part. Rogério Flausino) | 2014 | Não adicionado à nenhum álbum |
| "Far Away" (Johnny Glövez part. Rogério Flausino)          | 2017 | Não adicionado à nenhum álbum |
| "Lado Bom" (Dani Vellocet part. Rogério Flausino)          | 2018 | Amores                        |
| "Tudo que Vier" (Maquinário Roots part. Rogério Flausino)  | 2019 | Não adicionado à nenhum álbum |

Singles promocionais
| Canção                                                  | Ano  | Álbum                         |
| ------------------------------------------------------- | ---- | ----------------------------- |
| "Se Ligaê" (com Sérgio Mendes e Baby do Brasil)         | 2016 | Não adicionado à nenhum álbum |
| "Filhos do Arco-íris" (com Artistas contra a Homofobia) | 2017 | Não adicionado à nenhum álbum |

## Filmografia

### Televisão
| Ano     | Título           | Personagem        | Nota                     |
| ------- | ---------------- | ----------------- | ------------------------ |
| 2012–15 | The Voice Brasil | Mentor assistente | Temporadas 1–4           |
| 2014    | The Ride MTV     | Apresentador      |                          |
| 2017    | Popstar          | Jurado especial   | Episódio: "20 de agosto" |

### Cinema
| Ano  | Título                   | Personagem    | Nota         |
| ---- | ------------------------ | ------------- | ------------ |
| 2006 | 20%                      | Ele mesmo     | Documentário |
| 2014 | Muita Calma Nessa Hora 2 | Ele mesmo     |              |
| 2017 | Viva: A Vida é uma Festa | Gustavo (voz) | Dublagem     |